# Lógica plurivalente
Una lógica plurivalente, lógica polivalente o lógica multivaluada es un sistema lógico que rechaza el principio de bivalencia (dimensión semántica) de las lógicas bivalentes y admite más valores de verdad que los tradicionales verdadero y falso (o 1 y 0). Las lógicas plurivalentes pueden admitir distintas cantidades de valores de verdad: desde tres valores hasta infinitos. En este sentido, las lógicas difusas son una clase de las lógicas plurivalentes que tienen una cantidad infinita álef 1 o real (cualquier número del intervalo [0,1]) de valores de verdad. 

## Origen
Las lógicas polivalentes se difundieron especialmente a partir de los trabajos de los filósofos polacos Jan Łukasiewicz y Emil Post y sus relaciones con la física cuántica, pero fueron expuestas anteriormente, con diferentes enfoques, por Hegel, Hugh MacColl, Charles Sanders Peirce y Nicolai A. Vasiliev. Stephen Kleene elaboró las tablas de verdad para un sistema de lógica trivalente. Un ejemplo para ilustrar la trivalencia en física ha sido la paradoja del gato de Schrödinger.

## Variantes
Pueden considerarse como polivalentes:
- la lógica polivalente de Post
- la lógica trivalente y n-valente de Łukasiewicz
- la lógica polivalente de Gödel, a partir de su teorema de la incompletitud
- la lógica difusa de Zadeh, que enfatiza en la incertidumbre y es una lógica de la posibilidad
- la lógica probabilística
- la lógica producto
- la lógica intuicionista desarrollada por Brouwer, que restringe la validez de la lógica clásica a lo demostrable

La lógica trivalente como la del universo de los modelos de Kripke que contienen tres "mundos" posibles. Otras lógicas se proponen como polivalentes o n-valentes, de {\displaystyle n} mundos o un número infinito de "mundos" posibles.

### Lógica polivalente de Gödel
Formula lo siguiente::
{\displaystyle x\,\operatorname {AND} \,z=min(v(x),v(z))}
{\displaystyle x\,\operatorname {OR} \,z=max(v(x),v(z))}
{\displaystyle \operatorname {NOT} \,x=1} si {\displaystyle v(x)=0} y {\displaystyle 0} de otro modo.

### Lógica polivalente producto
Formula lo siguiente::
{\displaystyle x\,\operatorname {AND} \,z=v(x)v(z)}
{\displaystyle x\,\operatorname {OR} \,z=v(x)+v(z)-v(x)v(z)}
{\displaystyle \operatorname {NOT} \,x=1} si {\displaystyle v(x)=0} y {\displaystyle 0} de otro modo.

### Lógica polivalente y doble negación
Es interesante observar como en las lógicas de Gödel y producto, al igual que en la lógica intuicionista, se niega el principio de la doble negación con el fin de mantener la validez del principio de no contradicción.
En particular, a causa de la particular definición del operador NOT se verifica que:
{\displaystyle A\to \neg \neg A} es un teorema
{\displaystyle \neg \neg A\to A} no es un teorema.
{\displaystyle \neg A\to \neg \neg \neg A} es un teorema.
{\displaystyle \neg \neg \neg A\to \neg A} es un teorema.